# Historia Naturalis Palmarum

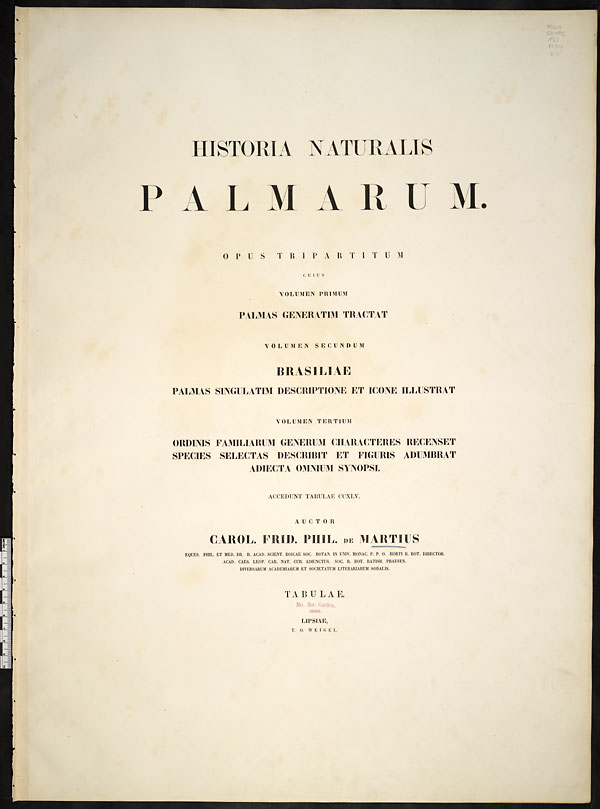
Tñitulo del Volumen uno de Historia naturalis palmarum

Historia Naturalis Palmarum (abreviado Hist. Nat. Palm.) es un libro con ilustraciones y descripciones botánicas que fue editado por el médico, naturalista, botánico, antropólogo y uno de los más importantes investigadores alemanes, Carl Friedrich Philipp von Martius. Se publicó en tres volúmenes con diez partes en los años 1823-1857.  El trabajo está en latín y fue publicado en formato de folio imperial formato en Leipzig (Lipsiae) por TO Weigel, volumen uno en 1823 y el volumen final en 1850. Incluye más de 550 páginas de texto y 240 cromolitografías, incluyendo puntos de vista de los hábitats y las disecciones botánicas.
'Historia naturalis palmarum se basó en recorridos efectuados por Martius en Brasil y Perú con el zoólogo Johann Baptist von Spix desde el 9 de diciembre 1817 hasta 1820. Su expedición, impulsada por el rey de Baviera, Maximiliano I, con instrucciones para investigar la historia natural y las tribus indias. La pareja viajó más de 2.250 kilómetros (1.400 millas) a lo largo de la cuenca del Amazonas, la región más rica en especies de palmas en el mundo, para la recolección y dibujar especímenes. Comenzaron en Río de Janeiro y São Paulo antes de hacer su camino hacia el norte y hacia el interior. Se convirtieron en los primeros europeos no portugueses en obtener el permiso para visitar la Amazonía brasileña.
A su regreso a Baviera, el Rey concedió a los dos hombres el título de caballero y pensiones vitalicias.
En el primer volumen, Martius esbozó la clasificación moderna de las palmeras y spreparó los primeros mapas de la biogeografía palma. El segundo volumen describe las palmas de Brasil, y en el tercero, conocido como Expositio Systematica, describió de forma sistemática todos los conocidos géneros de la familia de las palmeras, sobre la base de su propia obra y la de otros.
La mayoría de los dibujos de las palmeras para el segundo volumen, dedicado a las palmeras de Brasil, se atribuye a Martius, con sólo unos paisajes, que representan áreas que no visitó Martius, tomadas de obras de Frans Post y Johann Moritz Rugendas.
El libro fue reeditado en dos volúmenes en 1971.
Otras obras de Martius basadas en la expedición fueron Reise in Brasilien (Viaje en Brasil ), publicado en tres volúmenes en 1823, 1828 y 1831, y la masiva de 40 volúmenes Flora Brasiliensis que fue completada por otros en 1906.
E. J. H. Corner (1966) describió el libro como "el más magnífico tratamiento de las palmas que se ha producido" Alexander von Humboldt dijo de la obra y el autor: "Durante el tiempo que las palmas sean nombradas y conocidas, el nombre de Martius será famoso ".